# Sebastián Barrientos
Sebastián Andrés Barrientos Olivares (Osorno, Chile, 20 de enero de 1989) es un exfutbolista chileno. Jugó como delantero en la Universidad Católica de la Primera División de Chile. También fue frecuentemente usado por Marcelo Bielsa en el equipo sparring de la selección nacional.
Es hijo del también exfutbolista Leonel Barrientos.

## Trayectoria
Debutó en Universidad Católica en el año 2007. En torneos continentales debutó ante Internacional de Porto Alegre por la segunda fase de la Copa Sudamericana, anotando el único gol de su equipo en la serie, tras una excelente pared con Julio Gutiérrez. Tras esto el nombre de Sebastián Barrientos se comenzaría a afianzar en el equipo titular que posteriormente dirigiría Mario Lepe.
Fue fundamental en el paso a los play off en el Torneo Clausura 2008 anotando dos goles en el partido definitorio ante la Universidad de Concepción, en el cual su equipo se impuso por cinco goles a tres. El premio al esfuerzo que demostró en cada entrenamiento le valió ser convocado por el cuerpo técnico de Universidad Católica en encuentros nacionales e internacionales.
Fue nominado a la selección sub-20 que dirigió Ivo Basay, la cual no logró clasificar a la segunda fase del torneo sudamericano en Venezuela.
Estuvo alrededor de un año fuera de las canchas debido a un tromboembolismo pulmonar, reapareciendo en el primer semestre de 2010. En el segundo semestre del 2010 sufrió un segundo tromboembolismo pulmonar, que en definitiva hizo terminar abruptamente su carrera profesional. El jueves 7 de octubre de 2010 anunció su retiro del fútbol debido a su condición. Actualmente forma parte del cuerpo técnico en la sub-18 de Universidad Católica como asistente técnico.

## Clubes
| Club                 | País  | Año       |
| -------------------- | ----- | --------- |
| Universidad Católica | Chile | 2007-2010 |

## Palmarés

### Títulos nacionales
| Título           | Equipo                    | País  | Año  |
| ---------------- | ------------------------- | ----- | ---- |
| Primera División | C.D. Universidad Católica | Chile | 2010 |